# Chorizagrotis sorella
Chorizagrotis sorella är en fjärilsart som beskrevs av William Schaus 1898. Chorizagrotis sorella ingår i släktet Chorizagrotis och familjen nattflyn. Inga underarter finns listade i Catalogue of Life.